# Гонконг на зимових Олімпійських іграх 2006
Гонконг брав участь в Зимових Олімпійських іграх 2006 року в Турин (Італія) вдруге за свою історію, але не завоював жодної медалі. Збірну країни представляла 1 жінка — Ган Юешуанг (англ. Han Yueshuang).

## Шорт трек
| Спортсменка | Дисципліна          | Забіг    | Забіг | Чвертьфінал | Чвертьфінал | Півфінал   | Півфінал   | Фінал      | Фінал |
| Спортсменка | Дисципліна          | Час      | місце | Час         | Місце       | Час        | місце      | Час        | Місце |
| ----------- | ------------------- | -------- | ----- | ----------- | ----------- | ---------- | ---------- | ---------- | ----- |
| Ган Юешуанг | 500 метрів (жінки)  | 47.087   | 4     | Не пройшла  | Не пройшла  | Не пройшла | Не пройшла | Не пройшла | 24    |
| Ган Юешуанг | 1000 метрів (жінки) | 1:37.883 | 3     | Не пройшла  | Не пройшла  | Не пройшла | Не пройшла | Не пройшла | 18    |
| Ган Юешуанг | 1500 метрів (жінки) | 2:36.233 | 5     | Не пройшла  | Не пройшла  | Не пройшла | Не пройшла | Не пройшла | 24    |